# هنرمند مخ‌زنی (مجموعه تلویزیونی)
هنرمند مخ‌زنی (مجموعه تلویزیونی) (انگلیسی: The Pickup Artist) یک برنامه تلویزیونی واقع‌نما است که با تم قرارگذاشتن از شبکه وی‌اچ‌وان پخش شد. برنامه فوق با میزبانی هنرمند مخ‌زنی میستری (اریک فون مارکویک) و دو تن از وینگمنهای او جی-داگ (جاستین مارکز) و جیمز ماتادور و تارا فرگوسن که جای جی-داگ در فصل دوم گرفت به نمایش درآمد. فصل اول برنامه راجع به هشت مرد بود که اخیراً در زمینه قرار گذاشتن ناکام بوده‌اند. در طول مسابقه مسیتری و وینگمن‌هایش به شرکت کنندگان هنر مخ‌زدن را آموزش می‌دهند. در هر قسمت مردان با چالش‌هایی روبرو می‌شدند تا با با زنان درموقعیت‌های مختلف، مثل دیدنشان روی یک پل در طی یک روز معمولی یا در یک کلوب شبانه، مواجه و وارد گفتگو شوند.